# گنتینگن
گنتینگن (به آلمانی: Gentingen) یک شهر در آلمان است که در بیتبورگ-پروم واقع شده‌است.